# Jooheon

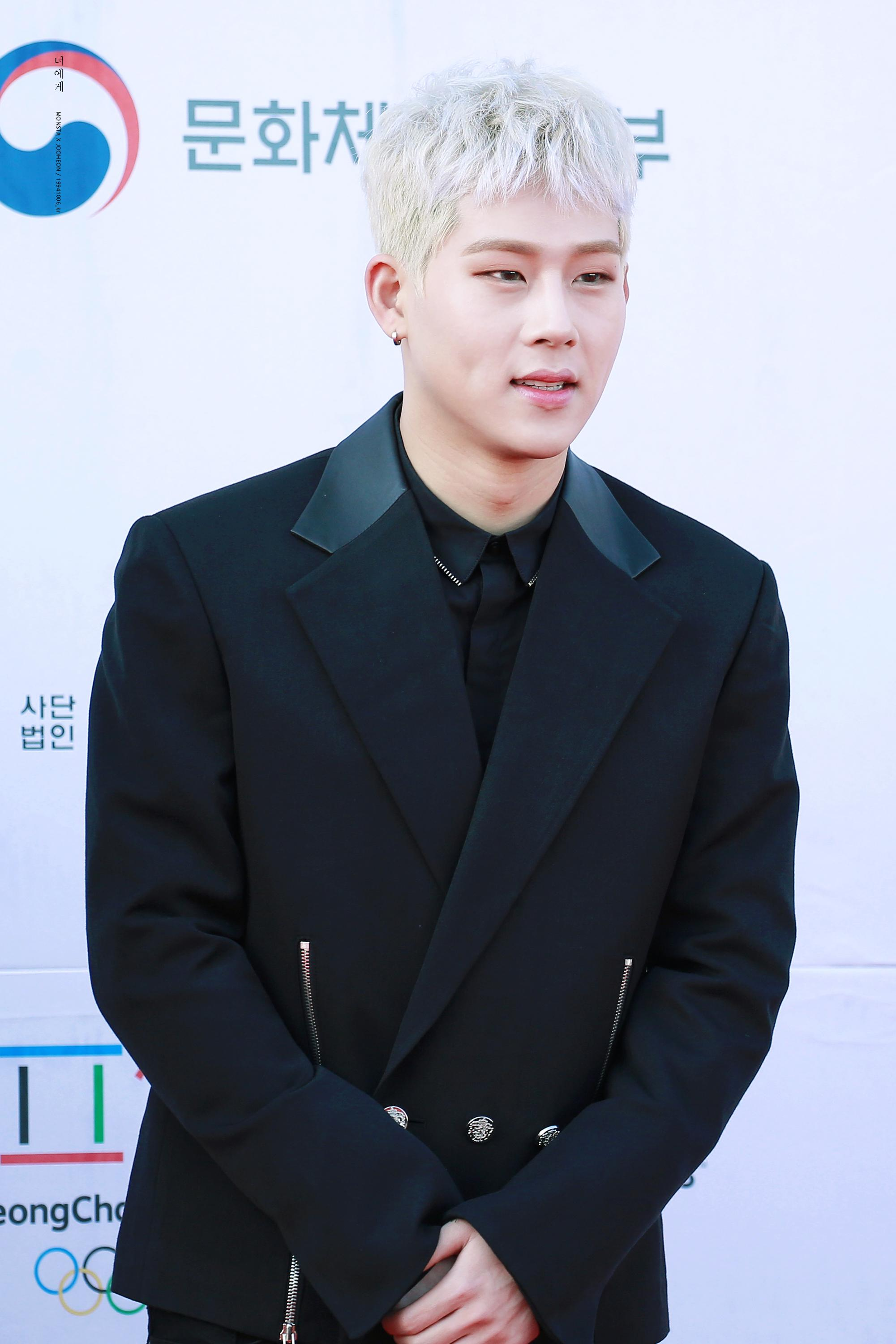
Jooheon novembro de 2017

Lee Joo-heon (hangul: 이주헌; Daegu, 6 de outubro de 1994) mais conhecido como Jooheon (hangul: 주헌), ou pelo nome artístico Joohoney, é um artista, rapper, produtor, compositor, arranjador e letrista sul-coreano. Tornou-se popularmente conhecido por ser integrante do grupo de K-pop masculino Monsta X, no qual estreou em 2015 como um dos 7 finalistas do programa da Mnet No.Mercy.

## História
Nasceu em Daegu com o nome Lee Jihwan (em coreano: 이지환), quando ainda era muito novo sua família mudou-se para Seoul, na adolescência, a pedido seu, foi renomeado pela mãe como Lee Hojoon (em coreano: 이호준) e pós-maioridade se intitulou-se como  Lee Jooheon (em coreano: 이주헌) permanentemente. Foi trainee da Starship Entertainment desde muito jovem, até ser classificado como um dos finalistas do programa de sobrevivência No.Mercy, ao qual foi reconhecido como o trainee mais talentoso e completo da empresa, sendo constantemente criticado positivamente não somente por sua boa fluidez, noção de ritmo e rimas inteligentes no rap como também sua presença de palco, seu carisma natural e capacidade da realizar performances únicas seja cantando seja dançando, caracterizando-o a nível profissional predestinado a debutar, dessa forma totalizando um pouco mais de seis anos de treinamento até o debut como rapper principal do grupo Monsta X.

## Carreira

### Nu Boyz
Jooheon iniciou o grupo Nu Boyz em colaboração com a empresa Starship Entertainment, juntamente com os membros do Monsta X Wonho, Shownu e um trainee da Starship #Gun em agosto de 2014. O quarteto enviou várias mixtapes para o canal da empresa Starship no YouTube em outubro de 2014 e realizaram o show de abertura em um show da Starship X em dezembro de 2014. Todos os membros do grupo foram mais tarde adicionados ao programa de sobrevivência No.Mercy e o grupo assumiu que eles tinham sido dissolvidos.

### Show Me The Money
Jooheon foi adicionado para a quarta temporada da competição de rap, Show Me The Money no verão de 2015. Ele chegou ao 3º round onde foi eliminado em uma batalha 1-a-1. Foi trazido de volta mais tarde para uma segunda chance onde perdeu para o ex-membro do 1PUNCH, One, e foi eliminado novamente.

### Monsta X e Início da carreira como vocalista no grupo
Jooheon debutou no grupo Monsta X junto dos outros seis membros em 14 de Maio de 2015. É o rapper principal do grupo e faz dupla com I.M. Jooheon também oficialmente foi revelado em 2016 pela própria empresa Starship Entertainment como vocalista (com grande potencial para vocal principal) durante o lançamento do 4°Mini album do grupo, The Clan Part. 2 Guilty, ao qual, surpreendendo a todos, canta em uma de suas primeiras composições lançadas na discografia do Monsta X, a quarta faixa do álbum em questão, White Girl (hangul: 하얀소녀, também nomeado em inglês como SweetHeart), que é a segunda música de sua autoclamada White Series, fazendo um conjunto com White Sugar (hangul: 백설탕). Esse foi somente o início dele como vocalista no campo profissional, pois muitos álbuns depois em músicas como Incomparable, do 1°Full album do grupo: The Clan Part. 2.5 Beautiful , ou em If Only, no 7°Mini album: The Connect: Dejavu, e até mesmo em Play It Cool (ft. Steve Aoki), do álbum WE ARE HERE - The 2nd Album Take.2. Além de Red Carpet, faixa título de sua Mixtape "DWTD", lançada em 31 de Agosto de 2018 e no cover de You Will Be Happy Without Me, de Kim Bum-Soo.

## Discografia

### Participações
| Ano  | Título da música                           | Artista                                  |
| ---- | ------------------------------------------ | ---------------------------------------- |
| 2014 | "Money (깽값)"                             | Mad Clown                                |
| 2015 | "Coach Me"                                 | Hyolyn & San E                           |
| 2015 | "0 (Young)"                                | Giriboy, Mad Clown & Jooyoung            |
| 2015 | "Interstellar"                             | Hyungwon & I.M (featuring Yella Diamond) |
| 2015 | "Get Low"                                  | Mad Clown                                |
| 2015 | "Stay Strong"                              | Flowsik                                  |
| 2015 | "Bad X"                                    | J' Kyun & Konsoul                        |
| 2016 | "H.ear Your Colors" (appearing as a vocal) | Mad Clown                                |
| 2016 | "Slow"                                     | Hyolyn                                   |
| 2019 | "Ongsimi" (옹심이)                         | Minhyuk (Monsta X)                       |

### Aparições em trilhas sonoras
| Ano  | Álbum                           |  | Título            | Duração | Artista      |
| ---- | ------------------------------- |  | ----------------- | ------- | ------------ |
| 2015 | Orange Marmalade OST            |  | "Attracted Woman" | 3:58    | com Kihyun   |
| 2015 | Mask OST Part 7                 |  | "A Similar"       | 3:18    | com Junggigo |
| 2016 | Shopping King Louie OST         |  | "The Tiger Moth"  | 3:25    | com Monsta X |
| 2017 | Great Ocean MMORPG OST          |  | "The Sun"         | 3:02    | com Monsta X |
| 2018 | Partners for Justice OST Part.1 |  | "Can't Breathe"   | 3:25    | com Kihyun   |

### Créditos de produção
| Ano  | Artista                        | Canção                         | Album                                   | Papel                                  |
| ---- | ------------------------------ | ------------------------------ | --------------------------------------- | -------------------------------------- |
| 2011 | C-REAL                         | "뭐야뭐야"                     | Round 1                                 | Co-letrista                            |
| 2013 | Boyfriend                      | "I Yah"                        | Janus                                   | Co-letrista                            |
| 2013 | Starship Planet                | "Snow Candy"                   | Snow Candy                              | Co-letrista                            |
| 2015 | Monsta X                       | "출구는 없어 (No Exit)"        | Trespass                                | Co-letrista, co-compositor             |
| 2015 | Monsta X                       | "One Love"                     | Trespass                                | Produtor, co-letrista, co-compositor   |
| 2015 | Monsta X                       | "Blue Moon"                    | Trespass                                | Produtor, co-letrista, co-compositor   |
| 2015 | Monsta X                       | "훔쳐 (Steal Your Heart)"      | Trespass                                | Co-letrista                            |
| 2015 | Monsta X (feat. Yella Diamond) | ''인터스텔라 (Interstellar)''  | Trespass                                | Co-letrista                            |
| 2015 | Monsta X                       | "신속히 (Rush)"                | Rush                                    | Co-letrista                            |
| 2015 | Monsta X                       | "Hero"                         | Rush                                    | Co-letrista                            |
| 2015 | Monsta X                       | "Perfect Girl"                 | Rush                                    | Co-letrista                            |
| 2015 | Monsta X                       | "Broken Heart"                 | Rush                                    | Co-letrista                            |
| 2015 | Monsta X                       | "삐뚤어질래 (Gone Bad)"        | Rush                                    | Co-letrista, co-compositor             |
| 2016 | Monsta X                       | "Ex Girl" (ft. Wheein)         | The Clan Part.1 Lost                    | Co-letrista                            |
| 2016 | Monsta X                       | "걸어 (All In)"                | The Clan Part.1 Lost                    | Co-letrista                            |
| 2016 | Monsta X                       | "네게만 집착해 (Stuck)"        | The Clan Part.1 Lost                    | Co-letrista                            |
| 2016 | Monsta X                       | "반칙이야 (Unfair Love)"       | The Clan Part.1 Lost                    | Co-letrista                            |
| 2016 | Monsta X                       | "Because of U"                 | The Clan Part.1 Lost                    | Co-letrista                            |
| 2016 | Monsta X                       | "백설탕 (White Sugar)"         | The Clan Part.1 Lost                    | Letrista, compositor                   |
| 2016 | Monsta X                       | "Fighter"                      | The Clan Part.2 Guilty                  | Co-letrista                            |
| 2016 | Monsta X                       | "Be Quiet"                     | The Clan Part.2 Guilty                  | Co-letrista                            |
| 2016 | Monsta X                       | "Blind"                        | The Clan Part.2 Guilty                  | Co-letrista                            |
| 2016 | Monsta X                       | "Queen"                        | The Clan Part.2 Guilty                  | Co-letrista                            |
| 2016 | Monsta X                       | "Roller Coaster"               | The Clan Part.2 Guilty                  | Co-letrista                            |
| 2016 | Monsta X                       | "하얀소녀 (White Girl)"        | The Clan Part.2 Guilty                  | Letrista, Compositor                   |
| 2016 | Mad Clown                      | "Bad Blood"                    | Show Me The Money 5 Episode 5           | Co-letrista, Co-compositor             |
| 2016 | Mad Clown                      | "h.ear your colors"            |                                         | Co-letrista                            |
| 2017 | Hyorin                         | "Slow"                         | It's Me                                 | Co-letrista                            |
| 2017 | Monsta X                       | "Ready or Not"                 | The Clan Part. 2.5                      | Co-letrista                            |
| 2017 | Monsta X                       | "Beautiful"                    | The Clan Part. 2.5                      | Co-letrista                            |
| 2017 | Monsta X                       | "Incomparable"                 | The Clan Part. 2.5                      | Co-letrista                            |
| 2017 | Monsta X                       | "Need U"                       | The Clan Part. 2.5                      | Co-letrista                            |
| 2017 | Monsta X                       | "Oi"                           | The Clan Part. 2.5                      | Co-letrista                            |
| 2017 | Monsta X                       | "Calm Down"                    | The Clan Part. 2.5                      | Co-letrista                            |
| 2017 | Monsta X                       | "All I Do"                     | The Clan Part. 2.5                      | Co-letrista                            |
| 2017 | Monsta X                       | "5:14 (Last Page)"             | The Clan Part. 2.5                      | Co-letrista                            |
| 2017 | Monsta X                       | "I'll Be There"                | The Clan Part. 2.5                      | Co-letrista                            |
| 2017 | Monsta X                       | "Miss You"                     | The Clan Part. 2.5                      | Letrista, co-compositor, co-arranjador |
| 2017 | Monsta X                       | "Shine Forever"                | Shine Forever                           | Co-letrista                            |
| 2017 | Monsta X                       | "Gravity"                      | Shine Forever                           | Co-letrista                            |
| 2017 | Boyfriend                      | ''Star''                       | Never End                               | Co-letrista, Co-compositor             |
| 2017 | Boyfriend                      | ''Falling''                    | Never End                               | Co-compositor                          |
| 2017 | Monsta X                       | "Dramarama"                    | The Code                                | Co-letrista                            |
| 2017 | Monsta X                       | "Now or Never"                 | The Code                                | Co-letrista                            |
| 2017 | Monsta X                       | "From Zero"                    | The Code                                | Co-letrista                            |
| 2017 | Monsta X                       | "X"                            | The Code                                | Co-letrista                            |
| 2017 | Monsta X                       | "Tropical Night"               | The Code                                | Co-letrista                            |
| 2017 | Monsta X                       | "Deja Vu"                      | The Code                                | Co-letrista                            |
| 2017 | Monsta X                       | "In Time"                      | The Code                                | Letrista, compositor, arranjador       |
| 2017 | H.ONE                          | ''BAM BAM BAM''                | Bam Bam Bam                             | Letrista                               |
| 2017 | H.ONE                          | ''1 (ONE)''                    | N/A                                     | Letrista                               |
| 2017 | Monsta X                       | "Lonely Christmas"             |                                         | Letrista, Compositor, Arranjador       |
| 2018 | Monsta X                       | ''Jealousy''                   | The Connect: Dejavu                     | Co-letrista                            |
| 2018 | Monsta X                       | ''Destroyer''                  | The Connect: Dejavu                     | Co-letrista                            |
| 2018 | Monsta X                       | ''폭우 (Fallin')''             | The Connect: Dejavu                     | Co-letrista                            |
| 2018 | Monsta X                       | ''미쳤으니까 (Crazy In Love)'' | The Connect: Dejavu                     | Co-letrista                            |
| 2018 | Monsta X                       | ''Lost In The Dream''          | The Connect: Dejavu                     | Co-letrista                            |
| 2018 | Monsta X                       | ''If Only''                    | The Connect: Dejavu                     | Co-letrista                            |
| 2018 | Monsta X                       | ''Special''                    | The Connect: Dejavu                     | Letrista, Compositor, Arranjador       |
| 2018 | Monsta X                       | "Aura"                         | Piece                                   | Letrista, Compositor, Arranjador       |
| 2018 | Monsta X                       | ''By My Side''                 | ARE YOU THERE? - The 2nd Album : Take.1 | Letrista, Compositor, Arranjador       |
| 2018 | Monsta X                       | ''Underwater''                 | ARE YOU THERE? - The 2nd Album : Take.1 | Co-letrista                            |
| 2018 | Monsta X                       | ''Shoot Out''                  | ARE YOU THERE? - The 2nd Album : Take.1 | Co-letrista                            |
| 2018 | Monsta X                       | ''Heart Attack''               | ARE YOU THERE? - The 2nd Album : Take.1 | Co-letrista                            |
| 2018 | Monsta X                       | ''널하다 (I Do Love You)''     | ARE YOU THERE? - The 2nd Album : Take.1 | Co-letrista                            |
| 2018 | Monsta X                       | ''어디서 뭐해 (Mohae)''        | ARE YOU THERE? - The 2nd Album : Take.1 | Co-letrista                            |
| 2018 | Monsta X                       | ''Oh My!''                     | ARE YOU THERE? - The 2nd Album : Take.1 | Co-letrista                            |
| 2018 | Monsta X                       | ''Myself''                     | ARE YOU THERE? - The 2nd Album : Take.1 | Co-letrista                            |
| 2018 | Monsta X                       | ''Spotlight (Korean version)'' | ARE YOU THERE? - The 2nd Album : Take.1 | Co-letrista                            |
| 2019 | Monsta X                       | ''Alligator''                  | WE ARE HERE - The 2nd Album : Take.2    | Co-letrista                            |
| 2019 | Monsta X                       | ''악몽 (Ghost)''               | WE ARE HERE - The 2nd Album : Take.2    | Co-letrista                            |
| 2019 | Monsta X                       | ''No Reason''                  | WE ARE HERE - The 2nd Album : Take.2    | Co-letrista                            |
| 2019 | Monsta X                       | ''Give Me Dat''                | WE ARE HERE - The 2nd Album : Take.2    | Co-letrista                            |
| 2019 | Monsta X                       | ''난기류 (Turbulance)''        | WE ARE HERE - The 2nd Album : Take.2    | Co-letrista                            |
| 2019 | Monsta X                       | ''Rodeo''                      | WE ARE HERE - The 2nd Album : Take.2    | Co-letrista                            |
| 2019 | Monsta X                       | ''Stealer''                    | WE ARE HERE - The 2nd Album : Take.2    | Co-letrista                            |
| 2019 | Monsta X                       | ''Party Time''                 | WE ARE HERE - The 2nd Album : Take.2    | Co-letrista                            |
| 2019 | Minhyuk                        | "Ongsimi (옹심이)"             | N/A                                     | Letrista, Compositor, Arranjador       |
| 2019 | Monsta X                       | "Follow"                       | Follow: Find You                        | Co-letrista                            |
| 2019 | Monsta X                       | "Monsta Truck"                 | Follow: Find You                        | Co-letrista                            |
| 2019 | Monsta X                       | "U R"                          | Follow: Find You                        | Co-letrista                            |
| 2019 | Monsta X                       | "Disaster"                     | Follow: Find You                        | Co-letrista                            |
| 2019 | Monsta X                       | "Burn it up"                   | Follow: Find You                        | Co-letrista                            |
| 2019 | Monsta X                       | "Mirror"                       | Follow: Find You                        | Co-letrista                            |
| 2019 | Monsta X                       | "See You Again"                | Follow: Find You                        | Letrista, Compositor, Arranjador       |
| 2020 | Monsta X                       | "Who do u Love"                | All About Luv                           | Letrista                               |
| 2020 | Monsta X                       | "Middle Of the Night"          | All About Luv                           | Letrista                               |
| 2020 | Monsta X                       | "Beside U"                     | All About Luv                           | Letrista                               |
| 2020 | Cravity                        | "JUMPER"                       | Hideout: Remember Who We Are            | Letrista, Compositor, Arranjador       |
| 2020 | Monsta X                       | "FANTASIA"                     | Fantasia X                              | Co-letrista                            |
| 2020 | Monsta X                       | "FLOW"                         | Fantasia X                              | Letrista, Compositor, Arranjador       |
| 2020 | Monsta X                       | "ZONE"                         | Fantasia X                              | Co-letrista                            |
| 2020 | Monsta X                       | "Chaotic"                      | Fantasia X                              | Co-letrista                            |
| 2020 | Monsta X                       | "Beautiful Night"              | Fantasia X                              | Co-letrista                            |
| 2020 | Monsta X                       | "IT AIN'T OVER"                | Fantasia X                              | Co-letrista                            |
| 2020 | Monsta X                       | "Stand Up"                     | Fantasia X                              | Letrista, Compositor, Arranjador       |
|      |                                |                                |                                         |                                        |

### Mixtapes
| Ano  | Título da música                  | Título da Mixtape | Notas                                                                                        |
| ---- | --------------------------------- | ----------------- | -------------------------------------------------------------------------------------------- |
| 2014 | 우리가 NEW구게                    | NU BOYZ           | como membro do Nu Boyz                                                                       |
| 2014 | "깽값"                            | NU BOYZ           | como membro do Nu Boyz                                                                       |
| 2014 | "Problems" (ft. Yella Diamond)    | NU BOYZ           | como membro do Nu Boyz                                                                       |
| 2014 | "S.O.S"                           | NU BOYZ           | como membro do Nu Boyz                                                                       |
| 2014 | "Spotlight"                       | NU BOYZ           | como membro do Nu Boyz                                                                       |
| 2015 | "ㄴㄴ" (ft. Black Nut)            | 중지 (Jungji)     | Produzido por Nochang                                                                        |
| 2015 | "Stay Strong" (ft. Flowsik)       | 중지 (Jungji)     | The original track used is "Stay Strong" by Paloalto                                         |
| 2015 | "Rappin'"                         | 중지 (Jungji)     | The original track used is "Hunnit" by Dok2                                                  |
| 2015 | "Flower Cafe" (ft. I.M & Sam Ock) | 중지 (Jungji)     | Produzido por A June & J Beat                                                                |
| 2016 | ''Rhythm''                        | Out Of Control    | Produzido por JOOHEON                                                                        |
| 2016 | ''OMG (Yellow Lambo)''            | Out Of Control    | Produzido por JOOHEON                                                                        |
| 2016 | ''친구해 (By My Friend)''         | N/A               | Produzido por I.M                                                                            |
| 2018 | ''해야해 (Shoud I Do)''           | DWTD              | Escrito e arranjado por JOOHEON, composto e co-arranjado por 9F                              |
| 2018 | ''Red Carpet''                    | DWTD              | Escrito e co-composto por JOOHEON, composto e arranjado por BOYCOLD                          |
| 2018 | ''강백호 (Kang Baek-ho)''         | DWTD              | Escrito, composto e arranjado por JOOHEON; Co-escrito, co-composto e co-arranjado por Ye-Yo! |
| 2018 | ''Runway (feat. KILLAGRAMZ)''     | DWTD              | Escrito por JOOHEON, co-escrito por KILLAGRAMZ, composto e arranjado por Dakshood            |
| 2018 | ''마니또 (Manito)''               | DWTD              | Escrito, composto e arranjado por JOOHEON, Co-escrito, co-composto e co-arranjado por Ye-Yo! |
| 2020 | "Intro: Ambition"                 | PSYCHE            | Escrito, composto e arranjado por JOOHEON                                                    |
| 2020 | "Smoky"                           | PSYCHE            | Escrito, composto e arranjado por JOOHEON                                                    |
| 2020 | "Psyche"                          | PSYCHE            | Escrito, composto e arranjado por JOOHEON                                                    |
| 2020 | "DIA"                             | PSYCHE            | Escrito, composto e arranjado por JOOHEON                                                    |
| 2020 | "Wing Suit" ft. TEM               | PSYCHE            |                                                                                              |
| 2020 | "King"                            | PSYCHE            | Escrito, composto e arranjado por Jooheon                                                    |
| 2020 | "Dark & Cloudy" ft. Boa Kim       | PSYCHE            |                                                                                              |

## Filmografia

### Séries de televisão
| Ano  | Série          | Nota     |
| ---- | -------------- | -------- |
| 2015 | High-end Crush | Aparição |

### Programas de Televisão
| Ano       | Network     | Programa            | PApel                              | Ref.   |
| --------- | ----------- | ------------------- | ---------------------------------- | ------ |
| 2014–2015 | Mnet        | No.Mercy            | Concorrente                        | [ 8 ]  |
| 2015      | Mnet        | Show Me the Money 4 | Concorrente                        | [ 9 ]  |
| 2016      | MBig TV     | Celebrity Bromance  | Parte do elenco com Jackson (GOT7) | [ 10 ] |
| 2016      | JTBC        | Tribe Of Hip Hop    | Producer                           | [ 11 ] |
| 2016      | MBC Every 1 | Weekly Idol         | Semi-apresentador                  | [ 12 ] |
| 2019      | Mnet        | Produce X 101       | Treinador de Batalha de Rap        | [ 13 ] |

## Videografia
| Aparições              | Aparições | Aparições         |
| Canção                 | Ano       | Artista(s)        |
| ---------------------- | --------- | ----------------- |
| "Joma Joma"            | 2012      | C-REAL            |
| "Sorry But I"          | 2012      | C-REAL            |
| ''Get Low''            | 2014      | Mad Clown         |
| ''Coach Me''           | 2014      | Hyorin & San E    |
| ''Bad X''              | 2015      | J'Kyun & Konsoul  |
| Como artista principal |           |                   |
| "Flower Cafe"          | 2015      | com Sam Ock & I.M |
| "Stray Strong"         | 2015      | com Flowsik       |
| ''Rappin''             | 2015      |                   |
| ''Rhythm''             | 2016      |                   |
| ''OMG (Yellow Limbo)'' | 2016      |                   |
| ''Be My Friend''       | 2016      | com I.M           |
| ''Should I Do'''       | 2018      |                   |
| ''Red Carpet''         | 2018      |                   |
| ''Runway''             | 2018      | com KILLAGRAMZ    |